# Gran Premio de Yeguas - Behorren Sari Nagusia
El Gran Premio de Yeguas - Behorren Sari Nagusia, por motivos de patrocinio conocido como Gran Premio Donostia Sustapena – Fomento San Sebastián, es uno de los grandes premios importantes del turf español en verano. Se disputa a mediados de agosto, siendo normalmente la jornada anterior a la celebración de la Copa de Oro de San Sebastián – Donostiako Urrezko Kopa, que se disputa el 15 de agosto, en el Hipódromo Municipal de San Sebastián de San Sebastián. La carrera está destinada a yeguas de tres años en adelante sobre una distancia de 2.200 metros.
Se viene celebrando ininterrumpidamente desde el año 1986. Hasta la edición del 2014, la carrera era conocida como Gran Premio Kutxa - Kutxa Sari Nagusia, ya que el patrocinador de la carrera era la caja de ahorros guipuzcoana Kutxa. Desde la edición del 2015 hasta la edición del 2024 la carrera cambia de nombre a Gran Premio Hotel María Cristina - Hotel María Cristina Sari Nagusia, ya que el Hotel María Cristina pasa a ser el patrocinador. En la edición del 2025 vuelve a cambiar de nombre a su actual nombre y pasa a estar patrocinado por la Sociedad de Fomento de San Sebastián. Esta carrera da el pistoletazo de salida para la denominada Semana Grande del Hipódromo de San Sebastián, ya que en las dos siguientes citas del hipódromo se celebran la Copa de Oro de San Sebastián – Donostiako Urrezko Kopa y el Gran Premio Gobierno Vasco – Eusko Jaurlaritza Sari Nagusia respectivamente.

## Palmarés[2]
| Gran Premio Donostia Sustapena – Fomento San Sebastián               |                       |                           |                          |                                             |       |
| 2025                                                                 | MAKING TIME (IRE)     | Václav Janáček            | Guillermo Arizkorreta    | Yeguada Rocío                               | 2200m |
| Gran Premio Hotel María Cristina - Hotel María Cristina Sari Nagusia |                       |                           |                          |                                             |       |
| 2024                                                                 | SWIFTWAY (FR)         | Guillaume Guedj-Gay       | Tiago Martins            | Cuadra David Catalao da Cunha               | 2200m |
| 2023                                                                 | LOVELY DIAMOND (FR)   | Alejandro Gutiérrez Val   | Miguel Alonso Roldán     | Cuadra Ulía                                 | 2200m |
| 2022                                                                 | HARDPIA (FR)          | Ricardo Sousa             | Aleksandre Tsereteli     | Cuadra Valdeosera                           | 2200m |
| 2021                                                                 | NAVIA (IRE)           | Václav Janáček            | Guillermo Arizkorreta    | Yeguada Rocío                               | 2200m |
| 2020                                                                 | HARDPIA (FR)          | Jaime Gelabert            | Ioannes Osorio           | Cuadra El Fargue                            | 2200m |
| 2019                                                                 | MOST EMPOWERED (IRE)  | Ricardo Sousa             | Mauricio Delcher Sánchez | Cuadra Marqués de Miraflores de San Antonio | 2200m |
| 2018                                                                 | FARAUNSI (IRE)        | Ignacio Melgarejo         | Ioannes Osorio           | Cuadra Santa Bárbara                        | 2200m |
| 2017                                                                 | LUIRE (IRE)           | David Michaux             | Damien de Watrigant      | Cuadra Stephan Albert Fontanel              | 2200m |
| 2016                                                                 | ROCK EYES (GB)        | José Luis Martínez        | Guillermo Arizkorreta    | Cuadra Medreal                              | 2200m |
| 2015                                                                 | GANG OF TEN (IRE)     | Iván Borrego              | Guillermo Arizkorreta    | Yeguada Rocío                               | 2200m |
| Gran Premio Kutxa - Kutxa Sari Nagusia                               |                       |                           |                          |                                             |       |
| 2014                                                                 | ANDALUCIA (SPA)       | Julien Grosjean           | Guillermo Arizkorreta    | Cuadra Popular                              | 2200m |
| 2013                                                                 | FILLY MEDI (FR)       | José Luis Martínez        | Christian Delcher        | Cuadra Safsaf                               | 2200m |
| 2012                                                                 | BARONIA (SPA)         | Óscar Ortiz de Urbina     | José Luis de Salas       | Cuadra L’Etoile                             | 2200m |
| 2011                                                                 | CASACA (GB)           | Jeremy Crocquevieille     | Ioannes Osorio           | Cuadra África                               | 2200m |
| 2010                                                                 | NARYA (IRE)           | Óscar Ortiz de Urbina     | Mauricio Delcher Sánchez | Cuadra Miranda                              | 2200m |
| 2009                                                                 | YOU OR NO ONE (IRE)   | Óscar Ortiz de Urbina     | Bárbara Valenti          | Cuadra Tres y Medio                         | 2200m |
| 2008                                                                 | ABRIL (FR)            | Óscar Ortiz de Urbina     | Guillermo Arizkorreta    | Cuadra Vadarchi                             | 2200m |
| 2007                                                                 | BALDORIA (IRE)        | Jorge Horcajada           | Mauricio Delcher Sánchez | Cuadra Madroños                             | 2200m |
| 2006                                                                 | PETITE PARAMOUR (IRE) | Santiago Martín           | Jennifer Bidgood         | Cuadra Lisselan Farms Ltd                   | 2200m |
| 2005                                                                 | CASTALIA (GB)         | José Luis Borrego         | Ioannes Osorio           | Cuadra Duque de Alburquerque                | 2200m |
| 2004                                                                 | ZURITA BLANCA (SPA)   | José Luis Borrego         | Francisco Rodríguez      | Cuadra Los Toneles                          | 2200m |
| 2003                                                                 | JACIRA (FR)           | Iván Borrego              | Mauricio Delcher Sánchez | Cuadra Asociación Madroños - Ars Vivendi    | 2200m |
| 2002                                                                 | POINCIANA (FR)        | José Luis Borrego         | Mauricio Delcher Poulies | Cuadra Nicholas Biddle                      | 2200m |
| 2001                                                                 | LA CIBELES (FR)       | Roberto Carlos Montenegro | Román Martín Sánchez     | Cuadra Aretatxo                             | 2200m |
| 2000                                                                 | KANTIA (IRE)          | José Luis Martínez        | Mauricio Delcher Sánchez | Cuadra Madroños                             | 2200m |
| 1999                                                                 | KANTIA (IRE)          | Iván Borrego              | Mauricio Delcher Sánchez | Cuadra Madroños                             | 2200m |
| 1998                                                                 | FRIDAY’S (SPA)        | Philippe Sogorb           | Román Martín Sánchez     | Cuadra Madrileña                            | 2200m |
| 1997                                                                 | SUA (IRE)             | Sergio Vidal              | Mauricio Delcher Poulies | Cuadra Valle de Anleo                       | 2200m |
| 1996                                                                 | BAY HILL (FR)         | Bienvenido Moreno         | Antonio Peralvo          | Cuadra Brocal                               | 2200m |
| 1995                                                                 | BAY HILL (FR)         | Florentino González       | Antonio Peralvo          | Cuadra Brocal                               | 2200m |
| 1994                                                                 | KATHLEN (SPA)         | Alan Munro                | José Luis de Salas       | Cuadra Madroños                             | 2200m |
| 1993                                                                 | SENSACION (SPA)       | John Egan                 | Román Martín Sánchez     | Cuadra Madrileña                            | 2200m |
| 1992                                                                 | QUILLA (SPA)          | Bienvenido Moreno         | Miguel Alonso Gómez      | Cuadra Rosales                              | 2200m |
| 1991                                                                 | SALAAM (SPA)          | Thomas Richard Quinn      | Enrique Bedouret         | Cuadra Alborada                             | 2200m |
| 1990                                                                 | ISLA CRISTINA (SPA)   | Ceferino Carrasco         | Gerardo Villarta         | Cuadra Olympo                               | 2200m |
| 1989                                                                 | LUSITANA (SPA)        | Olindo Monguelluzo        | Agustín García           | Cuadra Edif                                 | 2200m |
| 1988                                                                 | NITZANA (FR)          | Florentino González       | Jesús Méndez Martín      | Cuadra Madueño                              | 2200m |
| 1987                                                                 | TERESA (SPA)          | Claudio Carudel           | Claudio Carudel          | Cuadra Rosales                              | 2200m |
| 1986                                                                 | NITZANA (FR)          | Mariano Hernández         | Mauricio Delcher Poulies | Cuadra Montsia                              | 2200m |